# Electrocentrale Paroșeni

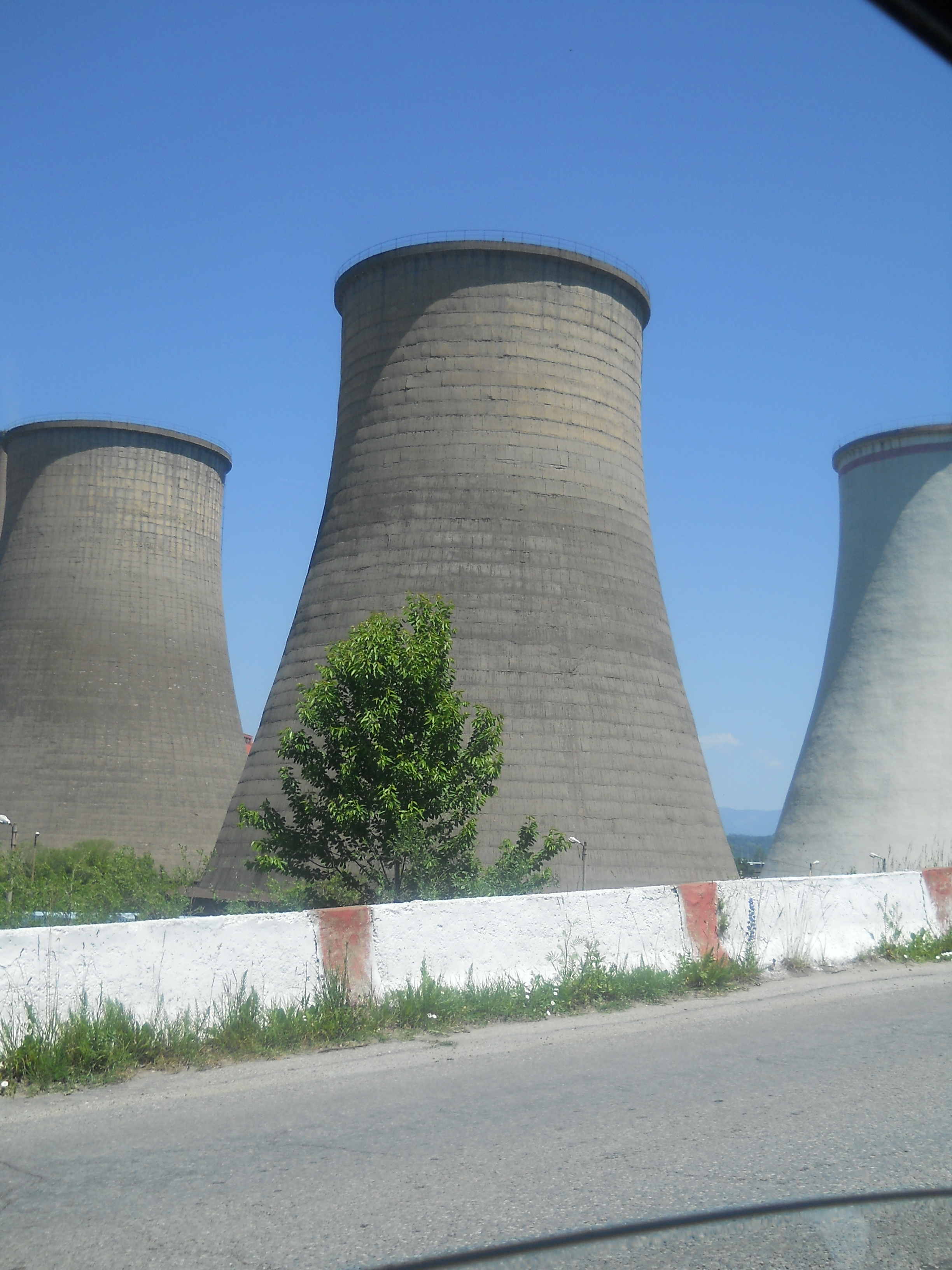
Turnurile de răcire ale Termocentralei Paroșeni

Electrocentrale Paroșeni este o companie producătoare de energie electrică situată în localitatea Jiu-Paroșeni, Hunedoara și aflată în portofoliul Complexului Energetic Hunedoara. Termocentrala are o putere instalată de 150 MW și folosește drept combustibil huila exploatată în valea Jiului.
Construcția termocentralei a început în anul 1952 iar producția de electricitate a demarat în anul 1956 când a fost pus în funcțiune primul grup de 50 MW, fiind astfel cea mai veche termocentrală din România aflată încă în funcțiune. În perioada 1957-1959 au fost puse în funcțiune alte două grupuri de 50 MW iar în anul 1964 a fost pus în funcțiune un grup de 150 MW, primul din țară, termocentrala ajungând astfel la o putere instalată de 300 MW. La acea vreme termocentrala alimenta cu energie electrică combinatele sideurgice de la Hunedoara și Oțelu Roșu, zona petrolieră a Olteniei și orașele din valea Jiului.
În perioada 1979-1983 cele trei grupuri de 50 MW au fost convertite în turbine de termoficare în vederea aprovizionării orașelor Lupeni, Vulcan, Aninoasa și Petroșani cu agent termic. Aceste generatoare au fost casate în anul 2009 din cauza duratei de viață depășite.
În anul 2000 au fost începute lucrările de modernizare ale grupului de 150 MW cu echipamente importate din Japonia și Franța. A fost montat un cazan nou, a fost modernizată turbina de cogenerare și a fost montat un generator nou Toshiba, singurul generator din Europa cu răcire cu aer. De asemenea, s-a modernizat stația de 110 kV, s-a montat un nou sistem de reglaj, o stație de tratare a condensului și un sistem automat de control al grupului. Lucrările au fost finalizate în anul 2007, fiind cel mai important proiect derulat într-o societate energetică românească cu capital de stat de după anul 1990.
În anul 2018 au fost finalizate lucrările de construcție ale instalației de desulfurare, care elimină cu 94% emisiile de dioxid de sulf, după o investiție de 65 milioane de euro.
La nivelul anului 2022 termocentrala se confrunta cu probleme acute de aprovizionare cu combustibil. Pentru a funcționa la parametri normali, termocentrala are nevoie de cel puțin 2.000 tone huilă/zi, însă minele din valea Jiului pot asigura 1.000-1.200 tone huilă/zi. Din acest motiv, termocentrala funcționează doar trei zile pe săptămână.
În cei peste 65 de ani de funcționare termoncentrala a generat peste 56 TWh energie electrică, circa 14.000 Tcal energie termică și a consumat peste 36 milioane tone de huilă.